# Louis Kiebooms
Louis Auguste Kiebooms (Wilrijk, 5 januari 1903 – Genk, 4 september 1992) was een Belgisch advocaat, redacteur en politicus voor CVP.

## Levensloop
Na zijn Grieks-Latijnse humaniora aan het Sint-Stanislascollege in Berchem, promoveerde Kiebooms in 1926 tot doctor in de wijsbegeerte en letteren en in 1928 tot doctor in de rechten aan de Katholieke Universiteit Leuven. Tijdens zijn studententijd was hij hoofdredacteur van het blad De Student en freelance medewerker van De Standaard.
Hij vestigde zich als advocaat aan de balie van Antwerpen. In 1937 werd hij hoofdredacteur van de Gazet van Antwerpen en bleef dit tot in 1947. De betrokkenheid van de krant met het Nederlandse persagentschap De Katholieke Wereldpost, een militant katholiek en anti-nationaalsocialistisch internationaal netwerk, zorgde ervoor dat Kiebooms in augustus 1940 door de Duitse bezetter gearresteerd werd. Van 1941 tot 1945 zat hij opgesloten in het concentratiekamp van Sachsenhausen.
Toen hij terugkeerde naar België, begon hij aan een politieke loopbaan. Hij werd voor de CVP gemeenteraadslid van Wilrijk en werd er burgemeester van 1947 tot 1953 en van 1958 tot 1976. In 1946 werd hij verkozen tot lid van de Kamer van volksvertegenwoordigers voor het arrondissement Antwerpen en vervulde dit mandaat tot in 1968.
Kiebooms was een voorstander van het unitaire België en deed tussenkomsten tegen het federalisme. Voor hem volstond enkel culturele autonomie met een hoofdstad toegankelijk voor beide culturen. Ook steunde hij de vastlegging van de taalgrens en de splitsing van de Katholieke Universiteit Leuven. Hij werd echter vooral bekend door zijn inspanningen voor het milderen van de epuratiewetten en zijn inzet voor het verlenen van amnestie voor veroordeelden vanwege hun oorlogsverleden. In 1961 was hij een van de initiatiefnemers van Amnesty International.

## Publicaties
- De Marsch tegen den dood, Antwerpen, 1945.
- Brieven aan een Waalse vriend, 1945.
- Het statuut van de politieke gevangenen en hun rechthebbenden, Antwerpen, 1947.
- De algemene lijn in de Vlaamse Beweging, 1948.
- Open brief aan de Katholieke Vlaamse Hoogstudenten, 1948.
- Eenheidsstaat of federatie? Beschouwingen over Vlaams-Waalse verhoudingen, 1948.
- Wat ik te danken heb aan Frans Van Cauwelaert, Antwerpen, 1961.